# Galeodes schach
Galeodes schach är en spindeldjursart som beskrevs av J. Birula 1905. Galeodes schach ingår i släktet Galeodes och familjen Galeodidae. Inga underarter finns listade i Catalogue of Life.